# Koptski jezik
Koptski jezik (ISO 639-3: cop), jedini član egipatske porodice jezika, porijeklom od staroegipatskog, kojim su se služili Kopti, potomci starih Egipćana koji nisu htjeli prihvatiti muslimansku vjeru arapskih osvajača. Koptski jezik imao je šest dijalekata, koji negdje do 16. stoljeća, nestaju jedan za drugim prodorom muslimanskih Arapa, koji su im nametnuli arapski jezik. Koptski se pisao prilagođenim grčkim alfabetom, a najpoznatiji su prijevodi Ivanova evanđelja i Djela apostolskih napisani na asjutskom dijalektu. Od šest koptskih dijalekata četiri su se govorila u Gornjem, a dva u Donjem Egiptu. Danas je bohairski dijalekt, liturgijski jezik egipatskih kršćana monofizita.
Koptski jezik potekao je iz starog egipatskog jezika te se, prilikom izučavanja, na temelju njega mogao rekonstruirati stoljećima zaboravljen jezik hijeroglifskih spomenika.
Najvažniji dijalekti: sahidski (gornjoegipatski), bohairski (donjoegipatski).

## Vanjske poveznice
- Ethnologue (14th)
- Ethnologue (15th)
- Ethnologue (16th)